# 311 v.Chr.
Het jaar 311 v.Chr. is een jaartal volgens de christelijke jaartelling.

## Gebeurtenissen

### Nabije Oosten
- De Babylonische jaartelling, gebruikt in de Seleucidische en Parthische rijken, begint in april 311 v.Chr. Dit is het moment waarop de diadoch (opvolger van Alexander de Grote) Seleucus I Nicator de satrapie Babylonië herovert op zijn rivaal Antigonos I Monophthalmos (die hem er in 316 v.Chr. had verdreven). Daarmee sticht Seleucus zijn eigen rijk en dynastie, als grootste erfgenaam van het Macedonische Rijk, dat in feite al niet meer bestaat.
- Begin van de Babylonische Oorlog (311 - 309 v.Chr.), een gewapend conflict tussen Antigonus I en Seleucus I Nicator.

### Griekenland
- Het Macedonische Rijk wordt opnieuw verdeeld, de generaals (diadochen) van Alexander de Grote sluiten een vredesverdrag.
  - Antigonus I, bijnaam (de Eénoog) - krijgt het bestuur over Klein-Azië en Syrië.
  - Cassander, wordt regent over Macedonië tot de meerderjarigheid van Alexander IV.
  - Lysimachos, wordt gouverneur over Thracië en Pontus.
  - Ptolemaeus I, krijgt het bestuur over Egypte en Palestina.
  - Seleucus I, krijgt het bestuur over Mesopotamië en het Aziatische rijk.
- Antigonus I erkent de vrijheid van de Griekse steden, maar het Macedonische leger blijft gevestigd in Griekenland.

### Europa
- Koning Elidurus (311 - 306 v.Chr.) volgt zijn broer Archgallo op als heerser van Brittannië.

### Italië
- Rome verovert de Samnitische hoofdstad Bojano, de Etrusken belegeren Sutrium.
- Agathocles, tiran van Syracuse, wordt bij Licata door de Carthagers verslagen.